# Artimpaza fortunata
Artimpaza fortunata là một loài bọ cánh cứng trong họ Cerambycidae.